# Listerby skärgård
Listerby skärgård är ett naturreservat i Ronneby kommun i Blekinge län.
Naturreservatet är ett skärgårdsområde med säreget kulturlandskap som omfattar öarna Arpö, Vagnö och Slädö med angränsande holmar och skär. Området omfattar 1 015 hektar varav 237 hektar landareal.

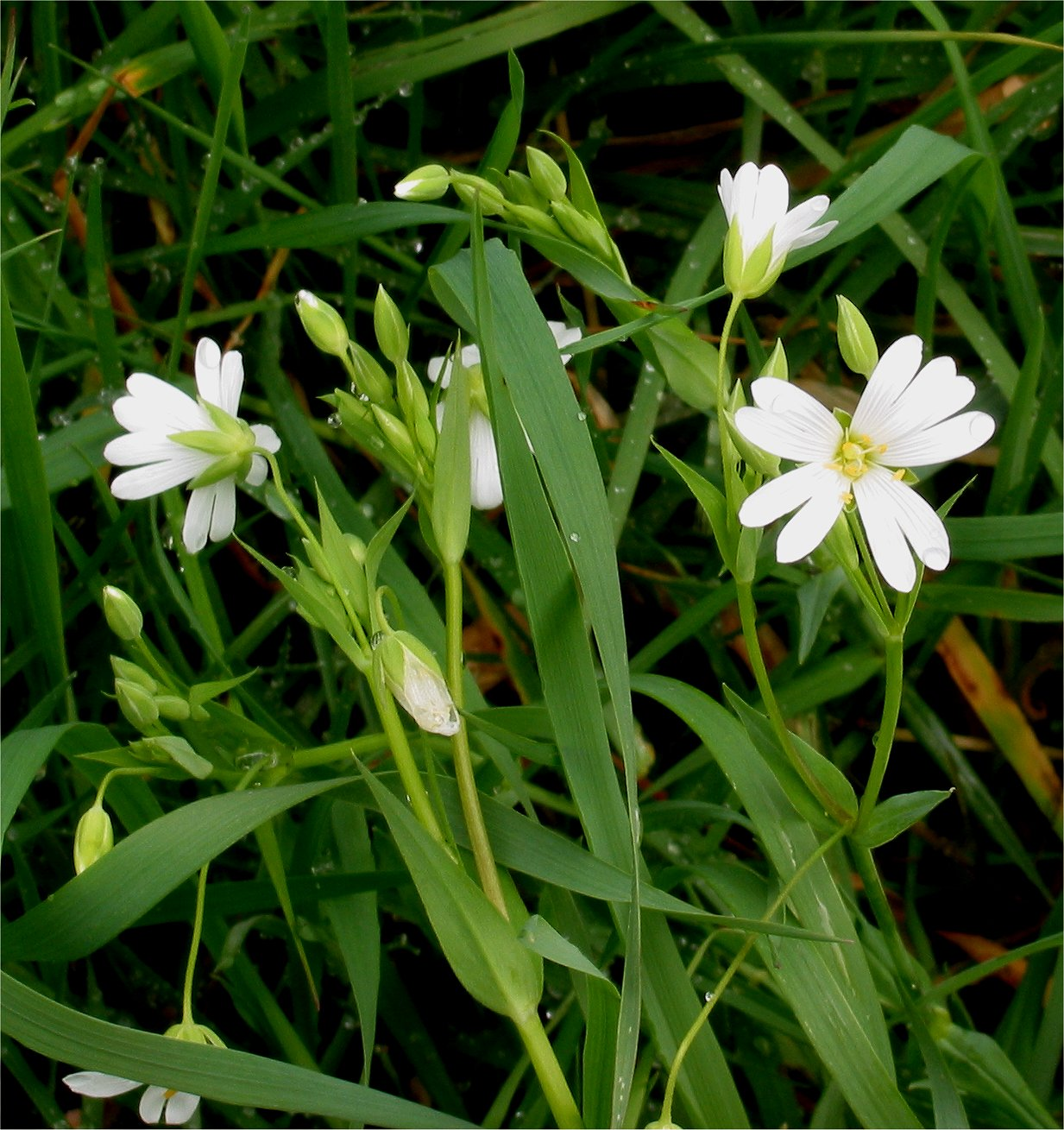
Buskstjärnblomma

På Arpö finns en urskog med ek och lind. Här finns mycket gamla ekar som växer i ett öppet och ljust hagmarkslandskap, format av betande djur. På marken växer bl.a. buskstjärnblomma, ängskovall och olika gräsarter. Nordvästra delen av ön är bevuxen med ädellövskog. På de norra uddarna stupar klipporna i havet, medan man på sydsidan kan vandra längs vattnet på en strandvall. Även Vagnö och Slädö karaktäriseras av ett halvöppet beteslandskap med många gamla ekar.
De små skären i söder; Stångskär, Skrävlingen och Stora Kråkan, är låga och består mest av berghällar. De är fågelskyddsområde med ett mycket rikt fågelliv. Stångskär är en av Blekinge skärgårds allra bästa fågelöar. Här häckar skräntärna, roskarl, skedand och många andra arter.
Reservatet ligger mellan Göhalvön och Hasslö 12 km sydost om Ronneby. Det är skyddat sedan 1981.